# Петро (князь Салернський)
Петро (†855), князь Салернський (853), спочатку опікун та охоронець сина князя Сіконульфа Сіко II, який спадкував трон після смерті батька в 851. Петро змістив неповнолітнього Сіко та проголосив себе князем. Петро помер невдовзі після узурпації влади, йому спадкував його син Адемар.